# Fauriella tenerrima
Fauriella tenerrima là một loài rêu trong họ Theliaceae. Loài này được Broth. mô tả khoa học đầu tiên năm 1923.